# 2009年雅加達酒店爆炸案
2009年7月17日，印尼首都雅加達市內的麗思卡爾頓酒店和萬豪酒店相繼遭受炸彈襲擊，事件造成至少9人死亡、近50人受傷。警方調查事件真相，發現襲擊者事發前兩天已經避過保安，偷運爆炸品進入酒店。據報道，懷疑回教祈禱團策動襲擊。之後，著名足球隊曼聯也宣佈取消當地之行以保障全體隊員安全。
另外，該市北區亦發生相同事件；造成兩人喪生。
事後，總統蘇西諾就這次事件作出嚴厲譴責，指施襲者毫無人性。

## 事件起因
2002年巴厘島爆炸案，超過200人死亡。自此以後，印尼加強打擊恐怖主義，而2003年，立法機關通過反恐法案。
巴厘島爆炸案肇事者回教祈禱團，是基地組織相關連的團體，試圖在東南亞建立共同由回教國家統治的地方。
2009年的襲擊，剛在印尼總統選舉後9天。執法人員集中從回教祈禱團及其分支著手調查。

## 資料來源
1. ↑  . 悉尼晨鋒報. 2009-07-17  [2009-07-17]. （原始内容存档于2019-08-22）.
2. ↑  Investigators sift for clues from Indonesia bombs （页面存档备份，存于） 路透社, 2009年7月18日查閱。
3. ↑  Deadly blasts hit Indonesia hotels （页面存档备份，存于）. Al-Jazeera English. 17 July 2009. Accessed 17 July 2009.
4. ↑  明報：印尼首都2酒店連環爆炸[]
5. ↑  星島日報：印尼兩酒店爆炸至少4死[]
6. ↑  .   [2009-07-17]. （原始内容存档于2009-07-23）.
7. ↑  星島日報：印尼兩豪華酒店大爆炸最少59人死傷[]
8. ↑  .   [2009-07-17]. （原始内容存档于2009-07-27）.
9. ↑  明報：雅加達2酒店連環爆炸4死[]
10. ↑  法新社：印尼爆炸目擊者：現場混亂　有人滿身是血[]
11. ↑  星島日報：印尼酒店爆炸沒有中國公民傷亡報告[]
12. ↑  .   [2009-07-17]. （原始内容存档于2009-07-21）.
13. ↑  .   [2009-07-17]. （原始内容存档于2009-07-20）.
14. ↑  星島日報：印尼酒店爆炸澳洲發旅遊警告[]
15. ↑  法新社：印尼警方：萬豪酒店客房發現未爆彈[]
16. ↑  .   [2009-07-17]. （原始内容存档于2009-07-21）.
17. ↑  法新社：印尼飯店爆炸案 受傷澳洲男子向家人報平安[]
18. ↑  明報：雅加達萬豪發現未爆炸彈[]
19. ↑  法新社：飯店爆炸案　印尼官員：嫌犯使用高爆性炸藥[]
20. ↑  法新社：印尼衛生部：雅加達爆炸案造成至少7死48傷[]
21. ↑  法新社：印尼首都多家豪華飯店爆炸 受傷人數不明[]
22. ↑  .   [2009-07-17]. （原始内容存档于2009-07-22）.
23. ↑  .   [2009-07-17]. （原始内容存档于2009-07-21）.
24. ↑  法新社：傳印尼首都發生汽車炸彈案 2人喪生[]
25. ↑  法新社：印尼警方：雅加達北部汽車爆炸非炸彈造成[]
26. ↑  法新社：豪華飯店遇襲後 印尼首都北區再爆汽車炸彈[]
27. ↑  明報：雅加達酒店恐襲涉人肉彈[]
28. ↑  Ramraj, Hor, & Roach (编). . Cambridge University Press. 2005: 295. ISBN 0521851254.
29. ↑  . CNN. 2002-10-14  [2009-07-18]. （原始内容存档于2020-01-06）.
30. ↑  Biersteker T. J., & Eckert S. E. (编). . Routledge. 2007: 63. ISBN 0415396433.
31. ↑  . Los Angeles Times. 2009-07-18  [2009-07-18]. （原始内容存档于2009-07-22）.

## 外部連結
- 香港政府新聞網：前赴印尼的市民應密切留意當地的局勢 2009年7月17日（页面存档备份，存于）, 2009年7月18日（页面存档备份，存于）